# Ábaris
Ábaris (em grego:  Αβάρις), dito Aeróbata ou Hiperbóreo (Υπερβορέος) foi um poeta cita semi-lendário. Segundo a lenda, o deus Apolo consagrou-o como seu sumo-sacerdote, concedendo-lhe o dom da adivinhação. Presenteou-o também com uma flecha de ouro que tinha o poder de transportá-lo pelos ares - motivo pelo qual passou a ser designado como aeróbata. Ainda segundo a lenda, que mistura realidade com ficção, Pitágoras, que teria sido seu aluno, roubou-lhe a flecha. Teria, ainda, vendido o paládio (um atributo da deusa Palas que lhe servia de talismã) aos Troianos.
Heródoto (4.36) diz que este tinha viajado por todo o mundo sobre uma flecha, sem necessitar de ingerir qualquer alimento. Platão (no Cármides) descreve-o como um "médico trácio" que curava tanto a alma quanto o corpo através de "encantamentos" (epodai). Pausânias refere um templo de Perséfone, em Esparta, a que teria presidido.
Jâmblico também se refere a este poeta na sua Vita Pythagorica (VP), onde diz que ele terá purificado Esparta e Cnossos, entre outras cidades, de diversas pragas. Ábaris também aparece numa cena, deste mesmo livro, ao lado de Pitágoras, tentando convencer o tirano Siciliano Fálaris a converter-se a uma vida de virtude, não obstante a sua obstinação perante uma discussão onde abordam temas divinos (ibid. 215-221). Jâmblico ainda refere, ao mesmo tempo que desaprova, a perícia de Ábaris no sacrifício de animais (ibid. 93).
O Suda atribui vários livros a Ábaris, incluindo um volume de Oráculos Citas em 
hexâmetro dactílico, uma teogonia em prosa, uma súmula sobre rituais de purificação, e um relato da visita de Apolo aos Hiperbóreos.